# Carne asada
Carne asada este carne de vită la grătar tăiată felii, în general folosindu-se friptură skirt⁠(d), friptură flap⁠(d) sau friptură flank⁠(d), deși poate fi folosită și friptură chuck⁠(d) (cunoscută în spaniolă ca diezmillo). De obicei este marinată, apoi friptă la grătar sau rumenită pentru a căpăta o aromă afumată. Carne asada poate fi servită singură sau ca ingredient în alte mâncăruri.
Termenul de carne asada este folosit în America Latină și se referă la stilul de preparare a cărnii la grătar din aceste țări. În America de Sud, termenul folosit pentru carnea la grătar este Asado⁠(d) și are un stil și o pregătire diferită.

## Pregătire
Carne asada poate fi cumpărată de la măcelării fie marinată (preparada), fie nemarinată pentru a fi marinată acasă. Carnea este marinată în mod caracteristic cu suc de limetă, sare și condimente mexicane, dar poate fi de asemenea doar frecată cu sare sau amestecuri de condimente precum piperul cu lămâie⁠(d), înainte de a fi friptă la grătar. După frigerea la grătar, carnea este de obicei tăiată pentru a umple tacos și burritos, ceea ce reduce și duritatea acesteia. După ce este friptă, carnea se numește carne asada.

## Ca ingredient
Carne asada poate fi servită ca fel principal, dar este de asemenea frecvent ciopârțită și folosită ca ingredient în alte mâncăruri. Aceste mâncăruri populare folosesc carne asada ca ingredient principal:
- Alambre⁠(d)
- Burrito
- Cartofi prăjiți cu carne asada⁠(d)
- Gordita⁠(d)
- Guaraches
- Nachos
- Quesadilla⁠(d)
- Sope⁠(d)
- Taco
- Tortas⁠(d)

## Ca eveniment
În Mexic și alte țări din America Centrală, expresia carne asada poate fi folosită și pentru a descrie un eveniment social, echivalentul unui grătar social, unde se adună familia și prietenii apropiați. Carne asada este deosebit de populară în nordul Mexicului⁠(d), unde este considerată un aliment de bază. Este cel mai frecvent fel de mâncare servit la petreceri, celebrări și alte evenimente în nordul Mexicului.

## Galerie

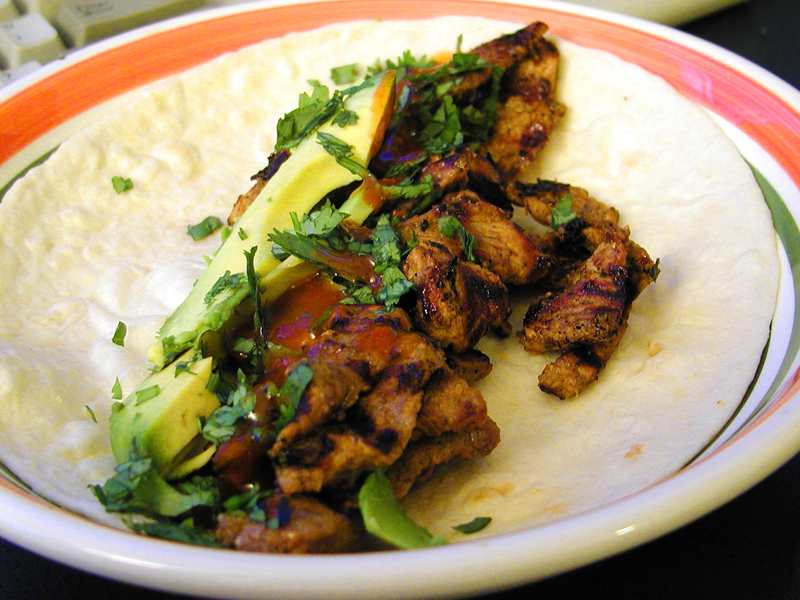
Un taco cu carne asada
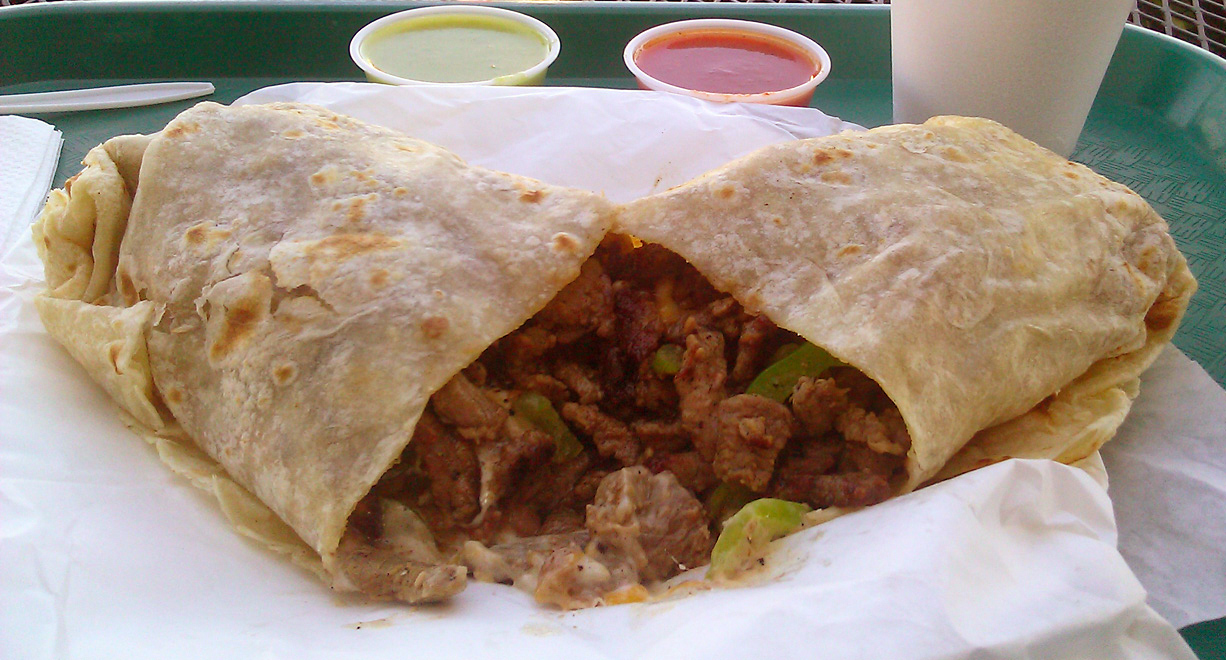
Un burrito cu carne asada
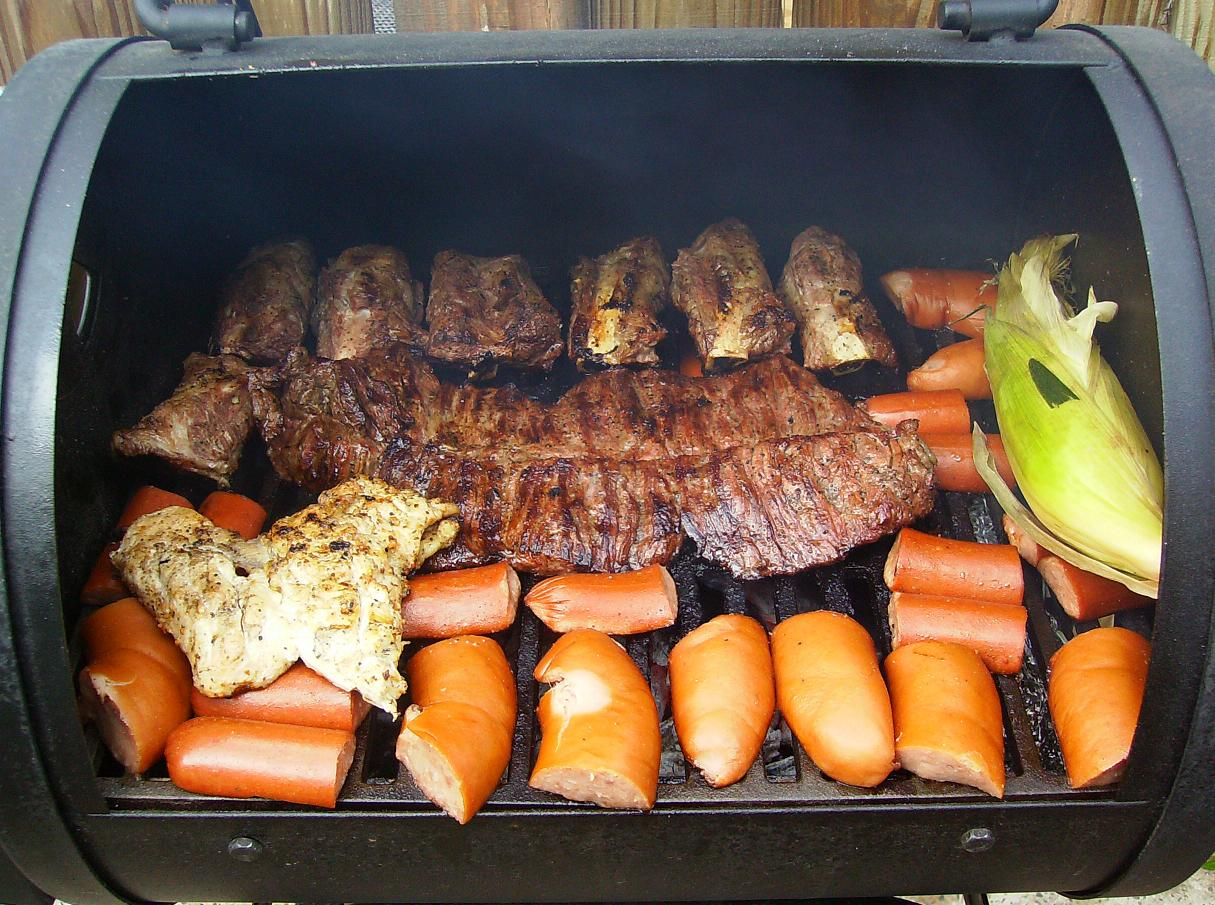
Carne asada în Laredo, Texas